# Rosenrot Limited Edition
Rosenrot Limited Edition er, som navnet siger, en limited edition af albummet Rosenrot (2005) af Rammstein. Den indeholder sangene fra Rosenrot plus en forsmag på live-dvd'en Völkerball.

## Indhold

### Cd
1. [03:46] Benzin (Benzin)
2. [03:50] Mann gegen Mann (Mand mod mand)
3. [03:54] Rosenrot (Rosenrød)
4. [05:24] Spring (Spring)
5. [03:55] Wo bist du? (Hvor er du?)
6. [04:05] Stirb nicht vor mir (Featuring Sharleen Spiteri) (Dø ikke før jeg gør)
7. [05:28] Zerstören (Ødelæg)
8. [04:43] Hilf mir (Hjælp mig)
9. [03:55] Te quiero puta! (spansk for Jeg elsker dig, min luder)
10. [05:17] Feuer & Wasser (Ild og vand)
11. [03:43] Ein Lied (En sang)

### Dvd
1. Reise, Reise(Live From Arènes De Nîmes, Nîmes/Frankrig Juli 2005).
2. Mein Teil(Live From Club Citta, Kawasaki/Japan Juni 2005).
3. Sonne(Live From Brixton Academy, London/England Februar 2005).